# Juicio a Leopoldo López
El juicio a Leopoldo López se refiere al proceso judicial, realizado por la justicia civil en Venezuela durante los años 2014 y 2015, contra el dirigente opositor venezolano Leopoldo López, debido a su participación en las Protestas en Venezuela de 2014. Dicha sentencia condenó a López a 13 años de prisión por delitos de «participar e instigar las manifestaciones de 2014», que provocaron la muerte de 43 personas y cientos de heridos.
La Organización de las Naciones Unidas, la Unión Europea, Amnistía Internacional, Human Rights Watch y diversas organizaciones internacionales de derechos humanos han condenado este arresto por haber sido motivado políticamente, ya que estuvo marcado por graves violaciones del debido proceso y no se aportaron pruebas que vinculen al acusado con ningún delito.
El 23 de octubre de 2015, Franklin Nieves, un fiscal en el juicio de López, quien huyó a los Estados Unidos, declaró que el juicio fue una «farsa» y que fue presionado por altos funcionarios del gobierno venezolano. La exjueza Ralenis Tovar, quien firmó la orden de aprehensión de Leopoldo, declaró que lo hizo porque se sintió atemorizada y porque «no quería que le pasara lo que le sucedió a la jueza Afiuni». La fiscal general Luisa Ortega Díaz afirmó que durante el proceso recibió presiones, que fue presionada por Diosdado Cabello para que lo señalara como autor intelectual de la muerte de Bassil Da Costa y de Juan Montoya, y aseguró haber recibido llamadas de Nicolás Maduro y de Diosdado. La organización pública de servicios postales en Venezuela, IPOSTEL, destruyó hasta 150 000 solicitudes postales que pedían a la presidencia de la república la liberación de Leopoldo López.
Amnistía Internacional resolvió a López con el estatus de prisionero de conciencia del gobierno de Nicolás Maduro. De acuerdo a la defensa de López, luego de 70 audiencias, 108 testigos, 30 pruebas (600 horas), el Ministerio Público fue incapaz de relacionar a su defendido con la violencia del 12 de febrero en Caracas.

## Cronología

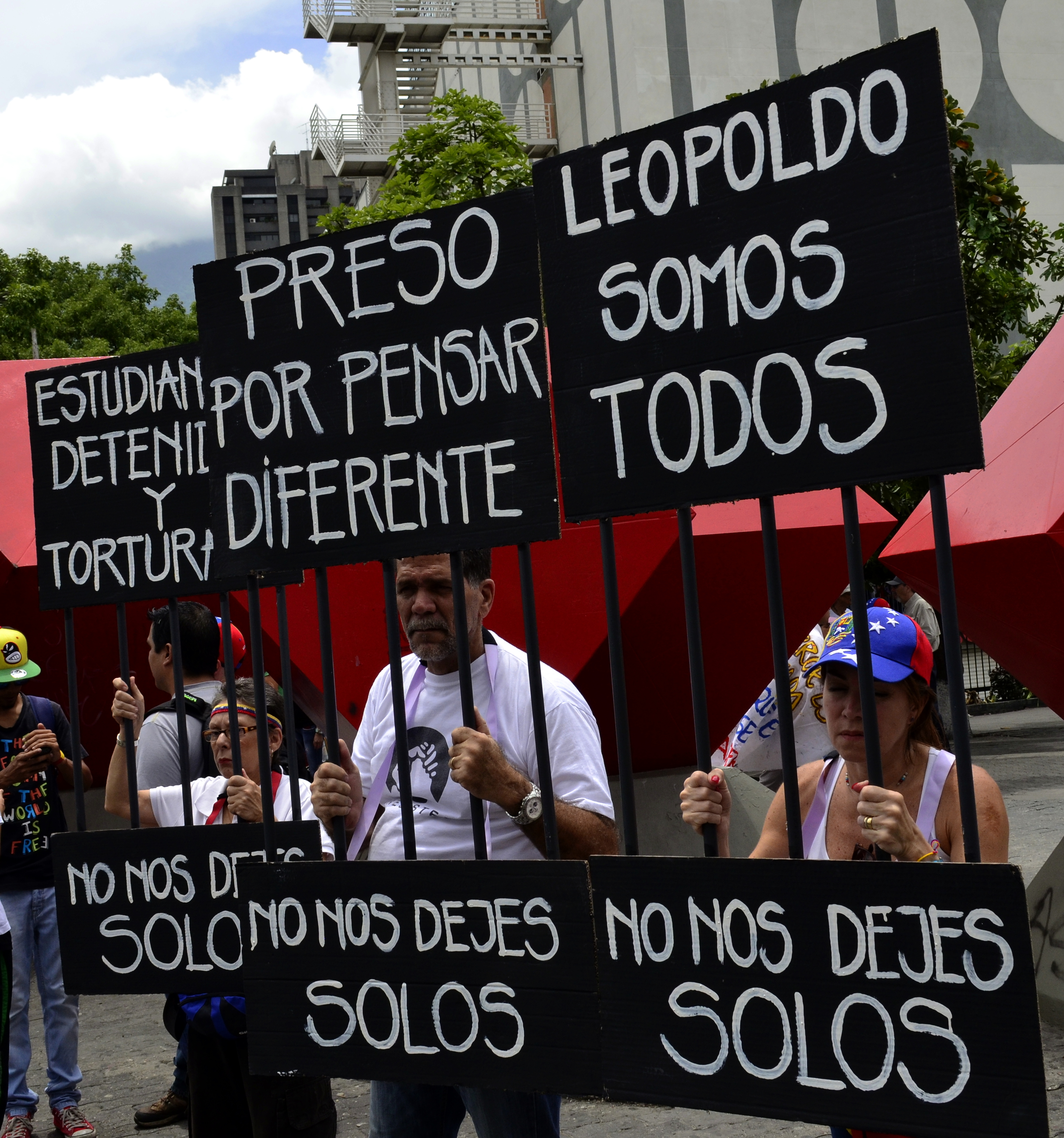
Manifestación por Leopoldo López del 8 de junio de 2014

### 2014
- 23 de enero: Leopoldo López y María Corina Machado hacen un llamado a tomar las calles de todo el país para pedir la salida constitucional del gobierno de Nicolás Maduro, este movimiento recibiría el nombre de «La Salida».[14]
- 12 de febrero: Al concluir la manifestación por el día de la juventud en el centro de Caracas, agentes del Servicio Bolivariano de Inteligencia (SEBIN) disparan contra estudiantes que todavía se encontraban en la zona.[15] En los hechos, el dirigente oficialista Juan Montoya es abatido al igual que el estudiante Bassil Da Costa.[16] Ese mismo día en la noche es emitida una orden de captura en contra de López por una serie de delitos que van desde «asociación para delinquir, instigación a delinquir, intimidación pública, incendio a edificio público, daños a la propiedad pública, lesiones graves, homicidio y terrorismo».[17]
- 18 de febrero: López se entrega a las autoridades en medio de una multitudinaria concentración de apoyo.[18]
- 23 de julio: Se da inicio al juicio de López.[19]
- 24 de septiembre: El presidente de Estados Unidos, Barack Obama pide la liberación de López.[19]

### 2015

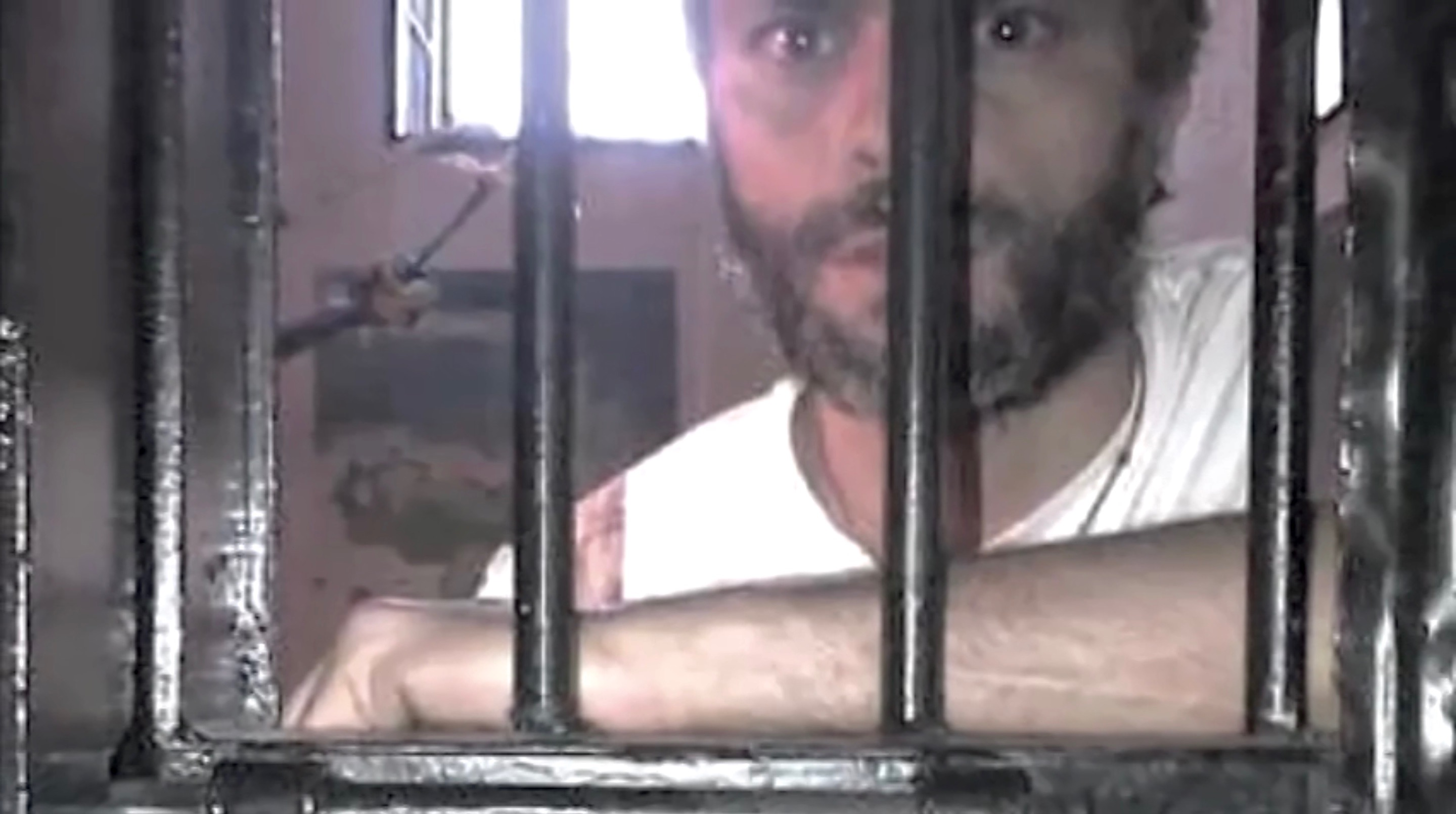
Leopoldo López en la Cárcel de Ramo Verde.

- Leopoldo López en la Cárcel de Ramo Verde.13 de abril: El testigo promovido por la Fiscalía, Mariano Alí, director de la emisora estatal YVKE, sirvió de analista de discurso. Declaró que López promovió los hechos violentos con sus palabras públicas.[19] Este testigo sería clave para la sentencia del caso.[20]
- 31 de agosto: La Fiscalía presenta sus conclusiones dentro del juicio contra López. Ratifica lista de cargos imputados.[19]
- 12 de septiembre: López es condenado a 13 años, 9 meses, 7 días y 12 horas de cárcel, a cumplir en la prisión militar de Ramo Verde, ubicada en el estado Miranda.[1]
- 29 de octubre: Uno de los fiscales que llevaba el caso de López, Franklin Nieves, divulga un video de una entrevista en donde dice: «Decidí salir con mi familia de Venezuela en virtud de la presión que estaba ejerciendo el ejecutivo nacional y mis superiores jerárquicos para que continuara defendiendo las pruebas falsas con que se había condenado al ciudadano Leopoldo López».[21]

### 2016
- Sentencia de apelación ratifica condena de Leopoldo.[22]

### 2017
- 16 de febrero: El Tribunal Supremo de Justicia desestimó el recurso de casación presentado el pasado agosto por la defensa del opositor y ratificó la condena.[23] Por su parte, Amnistía Internacional declara que «la sentencia de 13 años y nueve meses de prisión contra un líder de la oposición en Venezuela sin ninguna evidencia creíble en su contra muestra la absoluta falta de independencia e imparcialidad judicial en Venezuela».[24]
- 8 de julio: La Sala Penal del Tribunal Supremo de Justicia concedió «casa por cárcel a Leopoldo López por problemas de salud».[25]

### 2020
- 24 de octubre: luego de pasar más de 18 meses en la embajada de España en Caracas, Leopoldo López huyó del país rumbo a Madrid.

## Partes en el juicio

### Jueces
- Ralenis Tovar
- Susana Barreiros

### Fiscalía
- Franklin Nieves

### Defensa
- Juan Carlos Gutiérrez

- Roberto Marrero

## Denuncias
La Organización de las Naciones Unidas, la Unión Europea, Amnistía Internacional, Human Rights Watch y diversas organizaciones internacionales de derechos humanos han condenado este arresto por haber sido motivado políticamente, ya que estuvo marcado por graves violaciones del debido proceso y no se aportaron pruebas que vinculen al acusado con ningún delito.
El 23 de octubre de 2015, Franklin Nieves, un fiscal en el juicio de López, quien huyó a los Estados Unidos, declaró que el juicio fue una «farsa» y que fue presionado por altos funcionarios del gobierno venezolano. La exjueza Ralenis Tovar, quien firmó la orden de aprehensión de Leopoldo, declaró que lo hizo porque se sintió atemorizada y porque «no quería que le pasara lo que le sucedió a la jueza Afiuni». La fiscal general Luisa Ortega Díaz afirmó que durante el proceso recibió presiones, que fue presionada por Diosdado Cabello para que lo señalara como autor intelectual de la muerte de Bassil Da Costa y de Juan Montoya, y aseguró haber recibido llamadas de Nicolás Maduro y de Diosdado.
La organización pública de servicios postales en Venezuela, IPOSTEL, destruyó hasta 150 000 solicitudes postales que pedían a la presidencia de la república la liberación de Leopoldo López. Amnistía Internacional resolvió a López con el estatus de prisionero de conciencia del gobierno de Nicolás Maduro.